# 下邑之战
下邑之战，汉景帝三年（公元前154年）二月，吴楚七国之乱，太尉周亚夫击破吳、楚军于下邑（今安徽省砀山县）的作战。
前154年正月，吴、楚等七国诸侯王联合反汉，吴王刘濞亲率二十多万大军北渡淮河，与楚王刘戊合兵，先攻梁国，围困梁王刘武于梁都睢阳（今河南省商丘市东南）。汉景帝命周亚夫率三十六将军东击吴、楚。周亚夫率军从长安（今西安市西北）出发，绕武关，直趋洛阳，进至淮阳（今河南省太康县一带）。随后，周亚夫采纳都尉邓公的建议，引兵东北，屯主力于昌邑（今山东省巨野县南），使梁王刘武坚守梁地（今河南省东北部），阻止吴、楚军西进。主力深沟高垒，以一支轻裝部队出淮泗口（淮河与泗河合流处，位于今洪泽湖内）截断吴、楚军粮道，拟待吴、楚军力疲粮尽，再以主力攻打。旋即率军直抵战略要地昌邑。是时，吴、楚军急攻睢阳，梁王几次遣使求救，景帝也下诏救梁。周亚夫按兵不动，派遣弓高侯韩颓当等率轻骑奔袭淮泗口，断吴、楚军后路，堵塞其粮。
二月，吴楚军攻梁已受到相当消耗，周亚夫即将主力推进到下邑。吴、楚军攻梁不克，又不敢越过梁国向西进兵，于是转兵下邑，找汉军主力决战。当时，吴、楚军粮道断绝，士卒饥疲，急于挑战，周亚夫坚守不战。吳、楚求战不得，即以一部兵力假装攻打汉军壁垒东南角，主力强攻西北角。其企图被周亚夫识破，当吴、楚军进攻东北角时，汉军却加强了西北角防御。吴楚军攻而不破，终因兵疲粮尽，士卒叛逃，被迫引兵撤退。周亚夫乘机派遣精兵追击大败吴楚军。吴王刘濞乘夜率领数千精壮士卒南逃至东越，东越王被汉收买，诱杀吳王于丹徒（今江苏省镇江市东南）。楚王刘戊兵败自杀。